# 网络广播

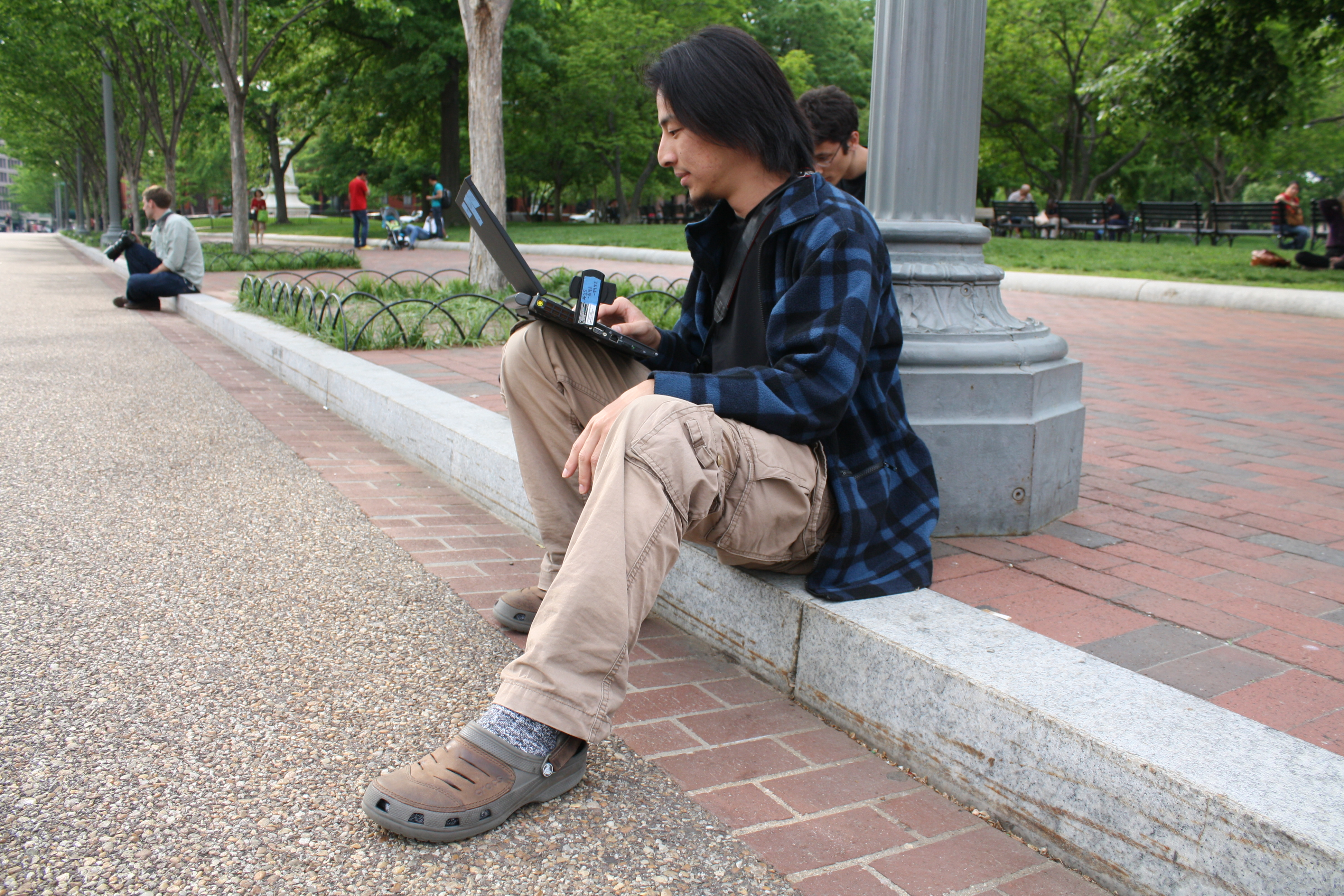
白宫前直播的记者

网络广播（英語：Webcast）是使用流媒体技术、通过互联网将单个内容源分发给众多同时收听或观看者的媒体呈现方式。网络广播可以是实况或按需分发。基本上，网络广播是通过互联网进行“广播”。
大型的网络广播平台包括现有的广播电台和电视台（通过在线电视或广播的流媒体同步广播），以及大量仅限于互联网平台的“电台”。网络广播通常包括提供非交互式线性流或事件。权利和许可机构向希望使用受版权保护的材料进行互联网广播的人提供具体的“网络广播许可”。
网络广播在商业部门广泛应用于投资者关系介绍（如年度大会）、信息化教学（传送研讨会）和相关通信活动。然而，网络会议与网络会议不太相同，网络会议通常是为多对多互动而设计。
廉价、易访问的网络广播技术已使独立媒体蓬勃发展。已有不少引人关注的独立节目通过广播定期在线播放。这些节目通常由普通市民在家中制作，范围涵盖有关计算机、技术、新闻等诸多兴趣和主题，并在不断增加新的节目。
网络广播与播客的不同之处在于，网络广播是直播，而播客是將媒体文件上传、存放到互联网上。

## 历史
网络广播本质为通过互联网分发媒体文件。最早的网络广播相当于一个在线的音樂會，最早的一个例子是蘋果公司与企业家Michael Dorf和Andrew Rasiej合作的网络广播组。他们与苹果公司的David B. Pakman在1995年7月17日至22日合作推出了麦金托什纽约音乐节。此活动的音频网络广播由超过15个纽约市的俱乐部合办。苹果公司之后在1996年6月10日还举办了金属乐队
1995年，Benford E. Standley制作了历史上第一批音频/视频网络广播（之一）。
1996年10月31日，英國搖滾樂隊Caduseus從晚上11點到午夜12點（UT）在英國威爾士Machynlleth的Celtica播放了他們一小時的音樂會——這是第一個現場直播音頻和同步直播視頻多播——在全球範圍內二十多個國家的二十多個直接“鏡子”。
1997年9月，內布拉斯加州公共電視台開始網絡直播來自內布拉斯加州林肯的 Big Red Wrap Up，該節目結合了每場 Cornhusker 足球比賽的精彩片段、教練每週新聞發布會的報導、內布拉斯加州體育記者的分析、特邀嘉賓的出場以及觀眾的問答。
1998年8月13日，一般意义上的第一次网络广播婚礼由Alan K'necht与Carrie Silverman在加拿大多伦多举办。
1998年10月22日，第一次比利格雷厄姆十字軍東征在佛羅里達州坦帕的雷蒙德詹姆斯體育場向全球觀眾現場直播，由戴爾菲肯和賓夕法尼亞州的網絡廣播中心提供。現場信號通過衛星廣播到 PA，然後通過 BGEA 網站進行編碼和流式傳輸。
The first teleconferenced/webcast wedding to date is believed to have occurred on December 31, 1998. Dale Ficken and Lorrie Scarangella wed on this date as they stood in a church in Pennsylvania, and were married by Jerry Falwell while he sat in his office in 林奇堡.
Virtually all major broadcasters now have a webcast of their output, from the BBC to CNN to Al Jazeera to UNTV in television to Radio China,  Vatican Radio, United Nations Radio and the World Service in radio.
On November 4, 1994, Stef van der Ziel distributed the first live video images over the web from the Simplon venue in Groningen. On November 7, 1994, WXYC, the college radio station of the 北卡罗来纳大学教堂山分校 became the first radio station in the world to broadcast its signal over the internet.
包含字幕的翻译版本可以使用同步多媒体集成语言（SMIL）。

## 网络广播
有一类网络广播是对婚礼的广播。它使夫妇的家人和朋友可以在互联网上实时观看婚礼。它有时用于在异国举办的婚礼，例如坎昆和瑪雅里維耶拉、夏威夷州或加勒比，因为其他人一同旅行来亲自参加婚礼是相当昂贵和困难的。
通过网络广播播放葬礼也是一些殡仪馆提供的服务。虽然它已存在近十年，但是更便宜的宽带、旅行费用上涨以及对伊拉克和阿富汗的部署都导致了这种现象的增加。